# كأس البرتغال 1944–45
كأس البرتغال 1944–45 هو الموسم 7 من كأس البرتغال. كان عدد الأندية المشاركة فيه 16، وفاز فيه سبورتينغ لشبونة.